# Habrodais grunus
Habrodais grunus är en fjärilsart som beskrevs av Jean Baptiste Boisduval 1852. Habrodais grunus ingår i släktet Habrodais och familjen juvelvingar. Inga underarter finns listade i Catalogue of Life.

## Bildgalleri

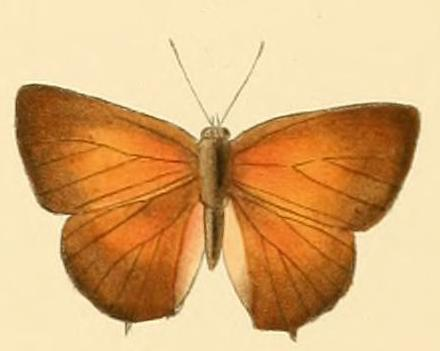
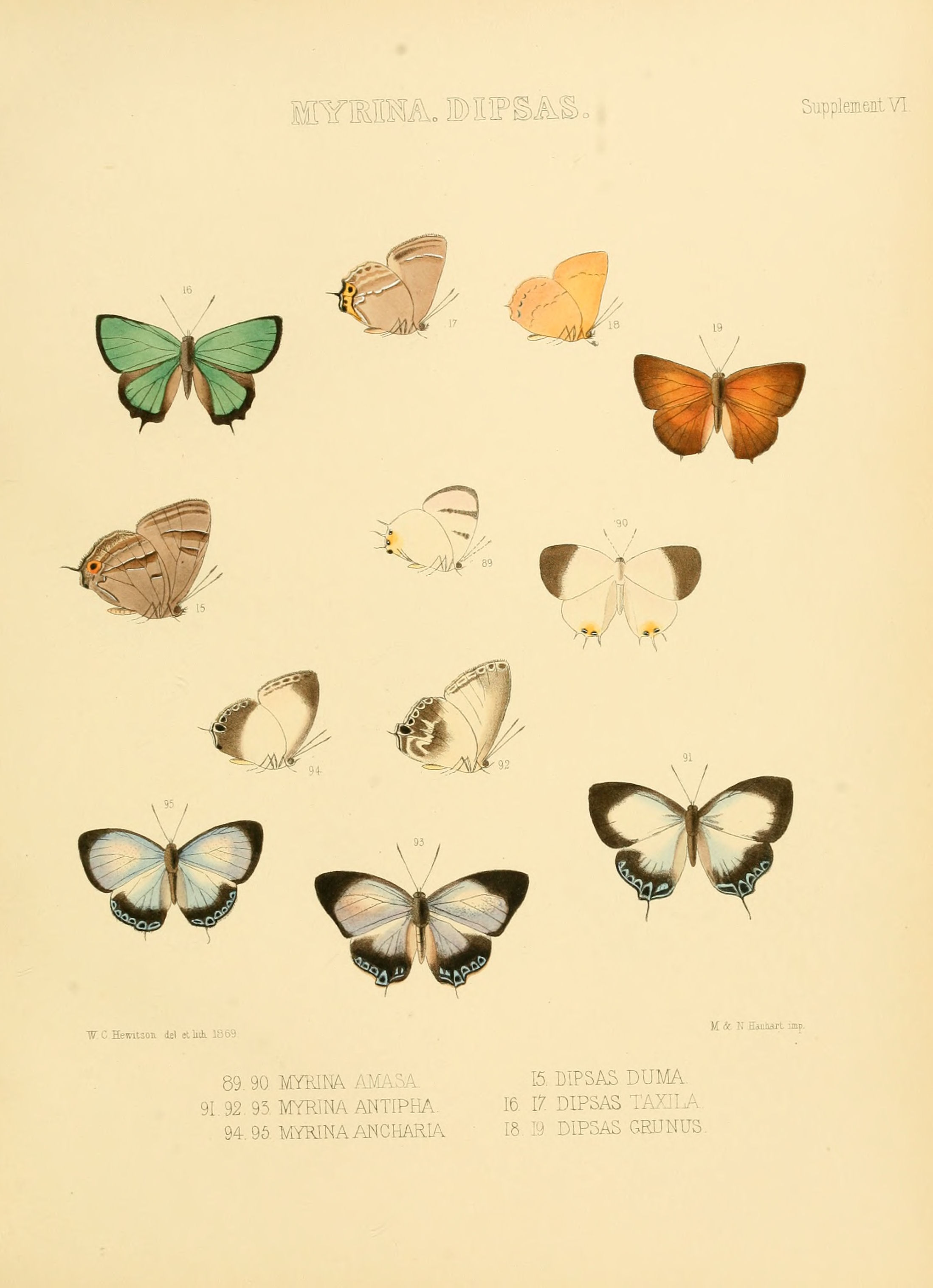